# Pechbusque
Pechbusque ist eine südfranzösische Gemeinde mit 982 Einwohnern (Stand: 1. Januar 2022) im Département Haute-Garonne in der Region Okzitanien (vor 2016 Midi-Pyrénées). Sie gehört zum Arrondissement Toulouse und zum Kanton Castanet-Tolosan. Die Einwohner werden Pechbusquois genannt.

## Geographie
Pechbusque liegt etwa zehn Kilometer südlich des Stadtzentrums von Toulouse und gehört dem 2001 gegründeten Gemeindeverband Sicoval an. Nachbargemeinden von Pechbusque sind Toulouse im Norden, Ramonville-Saint-Agne im Nordosten, Auzeville-Tolosane im Osten, Mervilla im Südosten, Vigoulet-Auzil im Süden und Südwesten sowie Vieille-Toulouse im Westen.

## Bevölkerungsentwicklung
| 1962 | 1968 | 1975 | 1982 | 1990 | 1999 | 2006 | 2018 | Quelle |
| ---- | ---- | ---- | ---- | ---- | ---- | ---- | ---- | ------ |
| 175  | 187  | 235  | 371  | 522  | 707  | 786  | 885  | [ 1 ]  |

## Sehenswürdigkeiten

Kirche Saint-Jacques

- Kirche Saint-Jacques